# Echinocyamus elegans
Echinocyamus elegans is een zee-egel uit de familie Echinocyamidae.
De wetenschappelijke naam van de soort werd in 1893 gepubliceerd door Giuseppe Mazzetti.